# Склодовская-Кюри, Мария
Мари́я Склодо́вская-Кюри́ (фр. Marie Curie, пол. Maria Skłodowska-Curie; урождённая Мария Саломея Склодовская, пол. Maria Salomea Skłodowska; 7 ноября 1867, Варшава, Российская империя — 4 июля 1934, санаторий Санселльмоз, Пасси, Франция) — польская и французская учёная-экспериментатор (физик, химик), педагог и общественная деятельница. Совместно с мужем Пьером Кюри и Антуаном Анри Беккерелем является первооткрывательницей радиоактивности и автором термина «радиоактивность». Также вместе с мужем открыла элементы радий (от лат. radius — «луч») и полоний (от лат. Polōnia — Польша, в честь родины Марии Склодовской).
Удостоена Нобелевских премий по физике (1903) и по химии (1911). Первая женщина, ставшая нобелевским лауреатом, и первый в истории двукратный нобелевский лауреат. Мария, Пьер Кюри и Антуан Анри Беккерель также являются первыми французами — нобелевскими лауреатами в области физики.
После гибели мужа в 1906 году стала первой женщиной — профессором Парижского университета. Также является первой женщиной — членом Парижской медицинской академии. Участвовала в создании Институтов Кюри в Париже и Варшаве. Похоронена в парижском Пантеоне.

## Биография

### Варшава

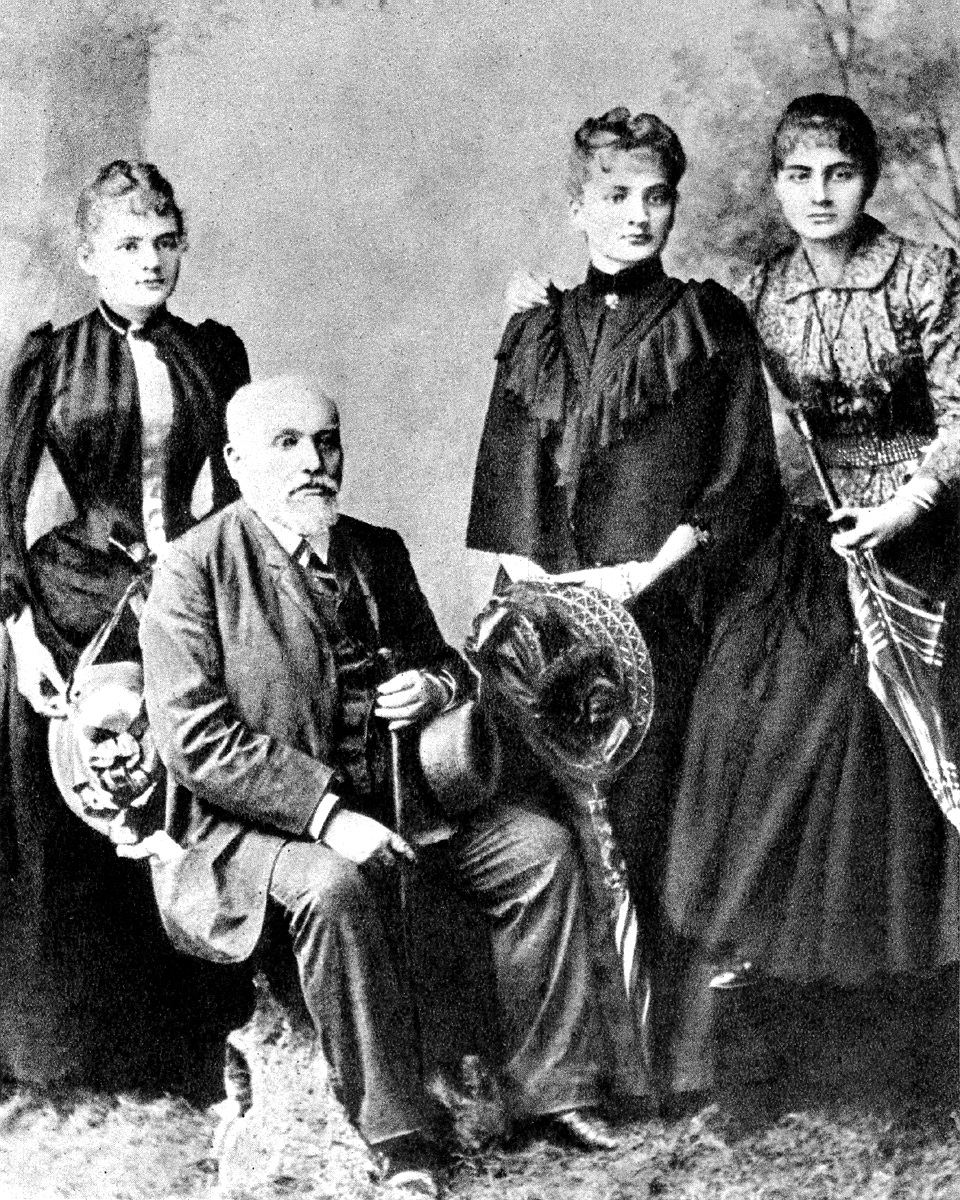
Владислав Склодовский с дочерьми (слева направо): Мария, Бронислава, Хелена. 1890 год.

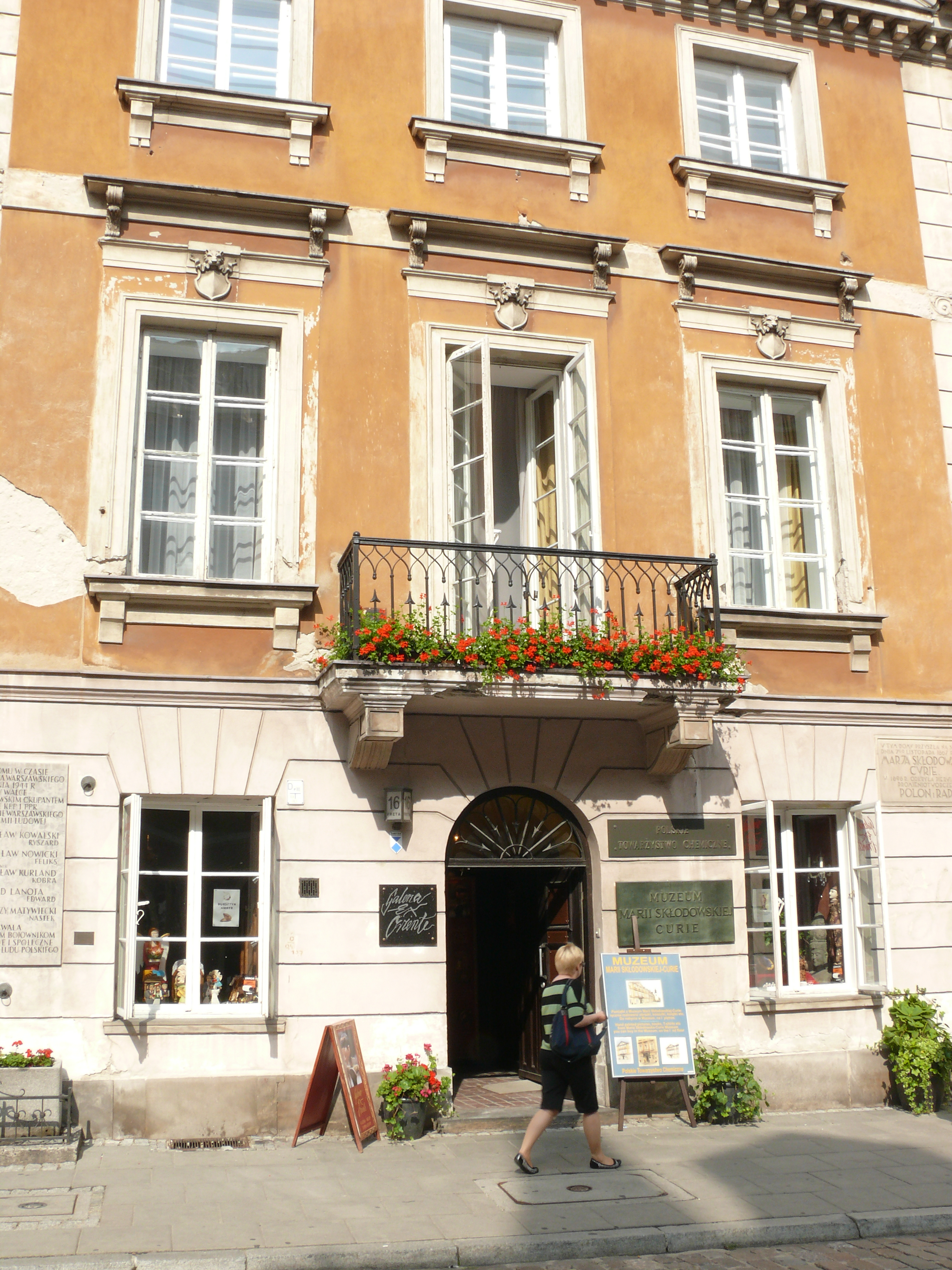
Музей М. Склодовской-Кюри в её родном доме. Варшава, улица Фрета, 16

Мария Склодовская родилась 7 ноября 1867 года в Варшаве, в семье учителя Владислава Склодовского (1832—1902), директора мужской гимназии. Отец сыграл огромную роль в жизни младшей дочери. Он окончил Санкт-Петербургский университет и был в курсе последних достижений в физике, химии и математике, знал русский, латынь и греческий, говорил на французском, немецком и английском, писал стихи и переводил. Владислав преподавал математику и физику в школах Варшавы. Мать, Бронислава Богуская, руководила престижной Варшавской школой для девочек. После рождения Марии в 1868 году Владислава назначили преподавателем в другой школе на Новолипской улице, поэтому Бронислава вынуждена была оставить свой пост в связи с переездом.

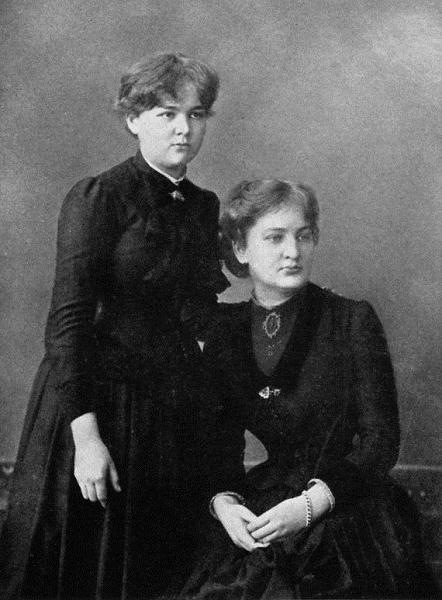
Мария (слева) с сестрой Брониславой. Около 1886 года.

Помимо Марии в семье росли ещё 3 дочери и сын: Зофия (1862—1876), Юзеф (1863—1937), Бронислава (1865—1939) и Хелена (1866—1961). Семья жила трудно. Владислав неудачно вложил свои сбережения в бизнес своего шурина, который быстро обанкротился. Мать долго и мучительно умирала от туберкулёза, отец выбивался из сил, чтобы лечить больную жену и кормить пятерых детей. В 1873 году Владислав был уволен за антигосударственные настроения и вынужден был занимать более низкооплачиваемые должности.
В 1876 году после нескольких переездов с квартиры на квартиру семья обосновалась в доме на перекрёстке Новолипской и Кармелитской улиц. Чтобы содержать семью, Владислав был вынужден принимать постояльцев, которым предоставлял жильё, полный пансион и обучение. Один из этих постояльцев принёс в дом клопов, из-за которых двое детей заразились тифом, и старшая дочь Зофия умерла.
9 мая 1878 года, когда Марии было 10 лет, её мать скончалась. Смерть матери повлияла на здоровье Марии и способствовала ослаблению религиозной веры.
В том же 1878 году Мария поступила в школу. Ещё школьницей она отличалась прилежанием и трудолюбием. Обе сестры окончили гимназию с золотыми медалями. Брат Юзеф (тоже золотой медалист) уехал в Варшаву, поступив на медицинский факультет. Хелена тоже получила медаль, однако притязания её были скромнее. Она решила остаться с отцом, вести хозяйство.
Территория Польши в то время была разделена между Российской империей, Австро-Венгрией и Пруссией. Преподавание в гимназиях Царства Польского велось на русском языке. Мария стремилась продолжить образование, но в Польше возможности женщин получить высшее научное образование были ограничены: в Варшавский университет, как и вообще все университеты России, не принимали женщин, хотя высшие женские курсы в 1880-х годах уже существовали в Санкт-Петербурге, Москве, Киеве и Казани. Поэтому Мария вынуждена была получать образование на подпольных женских курсах, которые имели неформальное название «Летучий университет».
Сёстры Склодовские — Мария и Бронислава — договорились по очереди отработать несколько лет гувернантками, чтобы по очереди получить образование. В 1885 году Мария получила место в семье богатого адвоката. Условия оказались ужасными, заработка недостаточно, чтобы покрывать свои расходы и откладывать для Брони. Она согласилась на другую, хорошо оплачиваемую работу в семье Зоравских (Журавских), но далеко от дома, в сельской местности, в Щуках (Щарках), одном из имений Чарторыйских. Спустя год Мария убедилась в наивности их плана. Ей нужно было не только несколько лет поддерживать Броню, отдавая ей половину жалованья, но и помогать стареющему отцу. Тем не менее она упорно занималась самообразованием, вставала в шесть утра и читала книги по физике и математике. В имении девушке также жилось непросто: под её наблюдением и воспитанием было пятеро детей богатого помещика. Преподавала она младшим. На каникулы нередко приезжал старший сын помещиков, Казимир (Казимеж) Зоравский, который через некоторое время обратил внимание на гувернантку. Мария, что было для девушки той поры весьма необычно, отличалась большой самостоятельностью, она бегала на коньках, управлялась с вёслами, правила экипажем и ездила верхом, а также любила сочинять стихи. При этом она находила время на помощь крестьянским детям, давала уроки чтения и письма на польском детям всех возрастов. Около четырёх лет она совмещала работу гувернанткой, усердную учёбу по ночам и «нелегальное» преподавание крестьянским детям.
Родители Казимира были против отношений сына с нищей гувернанткой и через некоторое время подобрали ему более достойную, на их взгляд, пару. Мария осталась в этом доме ещё на год и по-прежнему продолжала упорно учиться. Через некоторое время её отец нашёл неприятную, но доходную работу в должности директора приюта для малолетних преступников и полностью взял на себя расходы на учёбу Брони. У Марии появилась возможность откладывать деньги. В 1889 году Мария получила предложение о работе домашней учительницей в состоятельной семье в Варшаве и уехала от Зоравских. В это же время в Париже Броня вышла замуж за польского эмигранта, студента-медика, и пригласила сестру приехать и поселиться в квартире, которую они сняли вдвоём с мужем. Мария отказалась и решила прожить с отцом в Варшаве один год.
В сентябре 1891 года Мария встретилась с Казимиром во время отдыха в Закопане (на территории Австро-Венгрии). Пара окончательно рассталась после объяснений. После этого Мария решила принять предложение сестры переехать в Париж для продолжения учёбы.

### Учёба в Париже
В ноябре 1891 года Мария приехала в Париж, купив самый дешёвый билет: по Польше и Франции третий класс, а по Германии — четвёртый (почти товарный вагон). Сестра и её муж, Казимир Длусский, уже работавший врачом, встретили её и приняли в своём доме. Через полгода Мария приняла решение переехать и самостоятельно сняла комнату в холодной мансарде Латинского квартала, где совсем рядом находились библиотеки, лаборатории и её университет. При этом селиться с какой-нибудь девушкой ради меньшей оплаты за комнату она отказалась, чтобы ей никто не мешал заниматься допоздна и в тишине. Готовить пищу она была вынуждена на спиртовой горелке, а скромный рацион её состоял в лучшем случае из хлеба, яиц или фруктов и шоколада. Параллельно с обучением она проходила научную стажировку в лаборатории, которой руководил её кузен Юзеф Богуский, будущий ассистент Дмитрия Менделеева.
Мария, изменив при поступлении имя на «Мари» (фр. Marie), выбрала для себя в Парижском университете факультет естественных наук, где изучала математику, химию и физику. Это считалось странным для девушек того времени, поскольку большинство из них изучали медицину. В 1891 году, когда Мария поступала в университет, она была одной из 23 учениц женского пола среди 1825 студентов факультета естественных наук. При этом из 9000 студентов, обучавшихся тогда в Сорбонне, только 210 были женщинами. Поступив в университет, Мария быстро ощутила пробелы в своих знаниях французского языка, а также в математике и физике. В 1893 году, когда Мария окончила обучение, во всём университете было всего две выпускницы, включая её саму.
Днём Склодовская интенсивно училась, а вечером преподавала за небольшую оплату. Так, в 1892 году её бюджет составлял 40 рублей, или 100 франков в месяц. Этих денег едва хватало на еду и оплату жилья, не говоря уже про отопление и тёплые вещи. Мария экономила на развлечениях, еде, освещении и отоплении комнаты и транспорте, добираясь до Сорбонны пешком. Через некоторое время такой образ жизни сказался на её здоровье, и она упала в обморок прямо на занятиях. Однокурсница, бывшая рядом, побежала просить помощи к Длусским, и те опять забрали Мари к себе, чтобы она могла меньше платить за жильё и нормально питаться.
За отличные успехи в учёбе Марию наградили грантом фонда Александровича в размере 600 рублей, который был сформирован для выдающихся польских студентов, которые учились за границей.
К концу учёбы Мария стала одной из лучших студенток университета, окончила его первой среди однокурсников в 1893 году и получила два диплома — степень лиценциата по физике, а через год ещё и по математике. В июле 1894 года она имела второй результат среди выпускников курса.
После окончания учёбы Мария получила грант от французского Общества поощрения национальной промышленности на изучение магнитных свойств сталей под руководством профессора Габриэля Липпмана, одного из наставников Марии в Сорбонне. 600 рублей из полученных денег Мария вернула в фонд Александровича в знак благодарности.
Во время учёбы в Сорбонне в планах Марии было возвращение в Варшаву после получения диплома и преподавание в учебных заведениях по примеру обоих родителей. Но эти планы были нарушены встречей с будущим мужем.

### Встреча с Пьером Кюри
В начале 1894 года в доме польских мигрантов Ковальских Мария Склодовская встретила Пьера Кюри. Их познакомил Юзеф Ковальский, который надеялся, что Пьер сможет предоставить Марии возможность поработать в своей лаборатории. Пьер тогда был руководителем лаборатории при Муниципальной школе промышленной физики и химии. И к тому времени он уже провёл важные исследования по физике кристаллов и зависимости магнитных свойств веществ от температуры; с его именем, например, связан термин «точка Кюри», обозначающий температуру, при которой ферромагнитный материал переходит в парамагнитное состояние . Во время первой встречи Мария была ещё под впечатлением отношений с Казимиром Зоравским, а Пьер переживал гибель девушки, к которой испытывал тёплые чувства с детства. Пьеру понравилась хрупкая, светловолосая и сероглазая девушка, и он выделил Марии небольшой уголок в своей лаборатории, а впоследствии стал не только её коллегой, но и супругом.
Первое предложение руки и сердца Мария отвергла. Она раздумывала над возвращением на родину. Пьер заявил, что готов переехать вместе с ней в Польшу. Позднее в своих мемуарах Пьер признался, что сделанное предложение было единственным случаем в его жизни, когда он действовал без колебаний. В 1894 году Склодовская уехала на лето в Варшаву, чтобы увидеться с семьёй и устроиться на работу в Краковский университет, однако в работе девушке было отказано: на работу брали только мужчин. Всё лето 1894 года Пьер писал ей длинные письма. В октябре Склодовская вернулась в Париж и продолжила работу над кандидатской диссертацией. Затем она собиралась вернуться в Варшаву, чтобы параллельно с преподаванием опять заняться общественной деятельностью на благо своей родины.
26 июля 1895 года Пьер и Мария поженились без венчания. Свадьба состоялась в муниципалитете Со, в пригороде Парижа, где жил Пьер со своими родителями. Молодые отказались от религиозной службы и колец, а вместо свадебного платья Склодовская надела тёмно-синий костюм, в котором она позже много лет проработала в лаборатории. После бракосочетания Кюри отправились в свадебное путешествие в Иль-де-Франс на велосипедах, которые купили на деньги, полученные в качестве свадебного подарка. Страсть к велосипедным прогулкам они сохранили и впоследствии. В октябре они поселились на улице Гласьер — в квартире на пятом этаже, выходившей окнами в сад. Квартира состояла из трёх маленьких комнат.
Их дочь Ирен родилась 12 сентября 1897 года. Важную роль в её воспитании сыграл отец Пьера Эжен Кюри, доктор на пенсии, который присутствовал при родах. После смерти своей супруги от рака молочной железы в 1897 году, через две недели после рождения Ирен, он переехал в дом Марии и Пьера, полностью посвятив себя заботе о внучке и предоставив родителям возможность продолжать исследования. Ирен пошла по стопам родителей и стала учёным в области физики и химии. Совместно с супругом Фредериком Жолио-Кюри она открыла явление искусственной радиоактивности, за что они оба были удостоены Нобелевской премии по химии в 1935 году.

### Признание
В 1898 году Пьер не смог пройти конкурс на место заведующего вновь открытой кафедры физической химии в Сорбонне, но в 1900 году получил приглашение на работу в Женевский университет для себя и Марии. Супруги всерьёз рассматривали вопрос переезда в Швейцарию. Но Анри Пуанкаре, впечатлённый работами Пьера, способствовал тому, чтобы он остался преподавать в Сорбонне. В это же время Мария с целью дополнительного заработка, несмотря на продолжавшиеся исследования и воспитание дочери, начала преподавать физику в Севрской высшей женской нормальной школе, готовившей учителей.

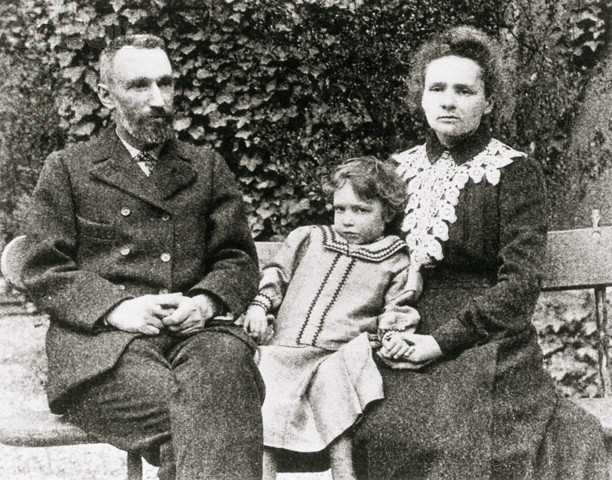
Мария, Пьер и Ирен Кюри. Около 1902 года.

23 июня 1903 года Мария представила в Сорбонне свою докторскую диссертацию «Исследование радиоактивных веществ», в которой были описаны результаты напряжённой работы в предыдущие годы, в том числе выделение новых элементов — полония и радия. На публичной защите диссертации, которая была формальностью с учётом заслуг соискателя, присутствовали родственники и ученики Марии. Позднее Эрнест Резерфорд вспоминал, как во время ужина, организованного Ланжевеном в честь Марии, Пьер вынес на открытый воздух частично покрытую сульфидом цинка колбу с раствором радия, выделенного супругами Кюри. Ярко светящаяся колба с радиоактивным веществом очень впечатлила гостей. В том же году, уже после публичной защиты диссертации Марии, Пьер Кюри выступил с лекцией перед Лондонским королевским обществом во главе с лордом Кельвином. Лекция сопровождалась эффектными опытами, демонстрирующими свойства радия. Заслуги супругов были оценены и отмечены медалью Дэви за наиболее важное открытие года в области химии.
В августе 1903 года после изматывающего велосипедного путешествия Мария на пятом месяце беременности родила девочку, которая не выжила. Мария плохо себя чувствовала с первых месяцев беременности и всё это время продолжала работать с концентрированными растворами полония и радия и регулярно получала дозы радиации, опасные для любого человека, а не только для женщины в положении.
В том же 1903 году Мария и Пьер Кюри были удостоены Нобелевской премии по физике «в знак признания исключительных услуг, которые они оказали науке совместными исследованиями явлений радиации, открытой профессором Анри Беккерелем». Последний разделил премию с супругами Кюри, получив половину суммы. Мария в своих трудах признавала приоритет Беккереля в открытии радиоактивности. В исходной номинации фигурировали только Пьер Кюри и Анри Беккерель, о чём известный математик и влиятельный член Шведской академии наук Гёста Миттаг-Леффлер сообщил Пьеру. Тот ответил:

Мне бы хотелось, чтобы мои труды в области исследования радиоактивных тел рассматривали вместе с деятельностью госпожи Кюри. Действительно, именно её работа определила открытие новых веществ, и её вклад в это открытие огромен (также она определила атомную массу радия).— Пьер Кюри, 
В результате Мария всё же была номинирована и получила Нобелевскую премию вместе с коллегами. Она стала первой женщиной-лауреатом и оставалась единственной до 1935 года, когда Нобелевской премии была удостоена её дочь Ирен. При вручении премии возник ещё один спорный вопрос о том, к какой дисциплине относятся работы о радиоактивных веществах — к физике или химии. Пьер Кюри и Беккерель были физиками, но работа, которую провела Мария, лежала в основном в области химии. Кроме того, сделанные открытия вносили изменения в чисто химические понятия о природе и стабильности элементов. В итоге им вручили премию по физике, хотя Академия не исключала присуждение в будущем ещё одной премии — по химии. Награду вручал король Швеции Оскар II. На торжественном мероприятии присутствовал только Анри Беккерель: супруги Кюри сослались на занятость и ухудшение здоровья, за них награду принял французский министр.
После присуждения премии супруги Кюри получили возможность оснастить свою лабораторию необходимой аппаратурой и купить в свою квартиру ванну. Их руки к тому времени покрылись ранами от постоянного контакта с радиоактивными образцами, что стимулировало возникновение идеи об использовании радия в медицинской практике. Пьер Кюри подчеркнул это обстоятельство в Нобелевской речи, с которой выступил 5 июня 1905 года: к тому моменту супруги достаточно окрепли, чтобы отправиться в Стокгольм. В июле 1905 года Пьер Кюри наконец был принят во Французскую академию наук.
Вторая дочь, Ева, родилась 6 декабря 1904 года. К тому времени материальное положение семьи значительно улучшилось. Пьер стал профессором физики в Сорбонне, а Мария работала у своего супруга заведующей лабораторией. Она вынуждена была нанимать гувернанток для ухода за дочерьми. Ева стала журналисткой, музыкантом и общественным деятелем, дожив до 102-летнего возраста. Она написала биографию своей матери, ставшую бестселлером в США и получившую национальную книжную премию. С 1962 по 1965 год возглавляла ЮНИСЕФ в Греции. Ева единственная из всей семьи не стала лауреатом Нобелевской премии.

### После смерти мужа
19 апреля 1906 года Пьера Кюри насмерть сбил конный экипаж, когда он переходил улицу. Мария в течение нескольких месяцев находилась в тяжелейшей депрессии. После гибели мужа она была назначена на его место в Парижском университете и 5 ноября 1906 года начала своё первое занятие, став первой в истории университета и Франции в целом женщиной-профессором вуза. В 1908 году она стала профессором и получила кафедру.
В 1910 году кандидатура Марии Кюри была выдвинута на выборах во Французскую академию наук. Поскольку до этого ни одна женщина не избиралась членом Академии, выдвижение сразу же привело к жёсткой полемике между сторонниками и противниками её членства в этой консервативной организации. В результате через несколько месяцев кандидатура Марии Кюри была отвергнута на выборах в январе 1911 года с перевесом всего в два голоса (по другим данным — в один голос). После этого Мария категорически отказалась выдвигать свою кандидатуру для избрания в академию. Также в 1910 году она отказалась от предложенного ей правительством Ордена Почётного легиона. С 1911 года и до самой смерти Мария Склодовская-Кюри была постоянным участником Сольвеевских конгрессов по физике.

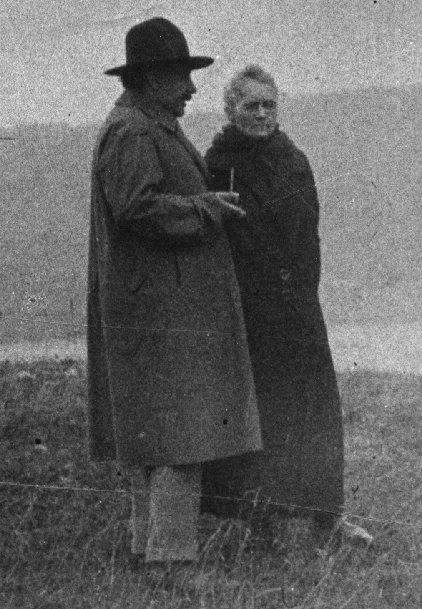
Мария Кюри и Альберт Эйнштейн. Снимок 1929 года.

В 1910—1911 годах, через четыре года после смерти мужа, у Кюри возник роман с её давним знакомым, бывшим учеником Пьера Кюри, физиком Полем Ланжевеном. Он был младше Марии на 5 лет, женат и воспитывал четырёх детей. Во время романа к жене Поля Жанне попала часть писем Марии её мужу, и она начала шантажировать обоих. Свояк Поля, редактор парижского журнала Le journal, опубликовал эти письма. Когда разразился скандал, Мария была на конференции в Бельгии. По возвращении перед своим домом Кюри обнаружила разгневанную толпу, так что ей с дочерьми пришлось срочно скрываться у своей подруги, писательницы Камиллы Марбо. Началась газетная травля Кюри. Одни газеты писали, что она еврейка, другие — что она русская или немка, её обвиняли в атеизме. Ланжевен вызвал одного из журналистов на дуэль, которая состоялась 25 ноября 1911 года и закончилась ничем (оба отказались стрелять). Ева Кюри в своей книге скрыла эти факты биографии матери, из-за чего подверглась критике со стороны рецензентов. В это время Альберт Эйнштейн написал Кюри письмо со словами поддержки:

Если эта чернь будет донимать тебя, просто перестань читать эту ерунду. Оставь это для гадюк, для которых эта история и была сфабрикована.— А. Эйнштейн, 

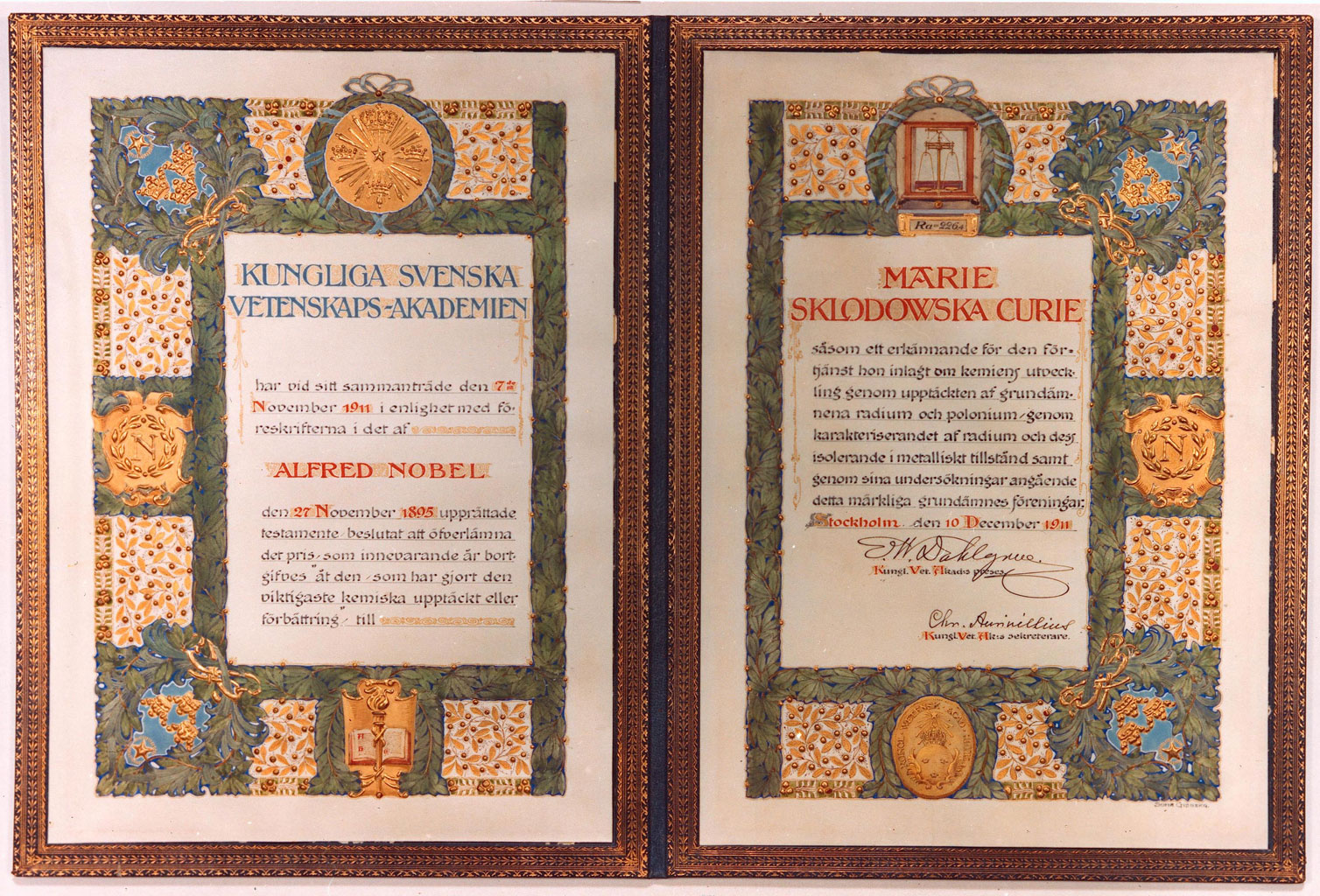
Диплом к Нобелевской премии по химии 1911 года

В 1911 году Мария Кюри получила Нобелевскую премию по химии «за выдающиеся заслуги в развитии химии: открытие элементов радия и полония, выделение радия и изучение природы и соединений этого замечательного элемента». Мария Кюри стала первым — и на сегодняшний день единственной в мире женщиной — дважды лауреатом Нобелевской премии. В своём докладе в Стокгольме она подчеркнула, что открытие новых элементов было сделано ею совместно с мужем:

Во-первых, я хотела бы напомнить, что открытие радия было сделано Пьером Кюри совместно со мной. Мы также обязаны Пьеру Кюри за его фундаментальные эксперименты в области радиоактивности. Моей собственной работой были химические исследования по выделению радия.
Оригинальный текст (англ.)First, I wish to recall that the discovery of radium was made by Pierre Curie in conjunction with me. We also owe to Pierre Curie fundamental experiments in the domain of radio-activity. The chemical work which had for its end the isolation of radium was my special work.
— М. Склодовская-Кюри
Мария Кюри способствовала повышению авторитета Нобелевской премии в целом. До награждения супругов Кюри и Беккереля в 1903 году в прессе освещались заслуги только лауреатов Нобелевских премий мира и премий в области медицины. В сложных бытовых условиях, в которых работали и делали свои открытия супруги Кюри, и в романе Марии с Ланжевеном пресса увидела острый сюжет, что добавило известности учёной. Также прессу привлекли необычные свойства открытого супругами радия, который считали потенциальным лекарством от рака. Однако даже присуждение Марии осенью второй Нобелевской премии не остановило обсуждение в прессе её личной жизни. Более того, знаменитый шведский химик Сванте Аррениус написал Марии два письма, в первом из которых уговаривал её приехать, а во втором, изменив мнение, уверял, что её появление на церемонии нежелательно. Несмотря на это, Мария поехала на церемонию в сопровождении своей дочери Ирен и сделала доклад о своих работах, который посвятила памяти мужа, считая, что премия по заслугам принадлежит и ему.
После награждения в декабре 1911 года Марию поразила болезнь почек и очередная тяжёлая депрессия. Она перенесла операцию и лечилась в частной клинике под чужим именем. Не желая возвращаться во Францию, Мария приняла приглашение физика Герты Айртон пожить некоторое время в Англии, куда прибыла под фамилией Склодовская. Герта была едва ли не единственным учёным, оказавшим ей помощь. Ланжевен в итоге помирился с женой, однако научные и дружеские отношения с Марией сохранил до самой её смерти.

### Радиевые институты

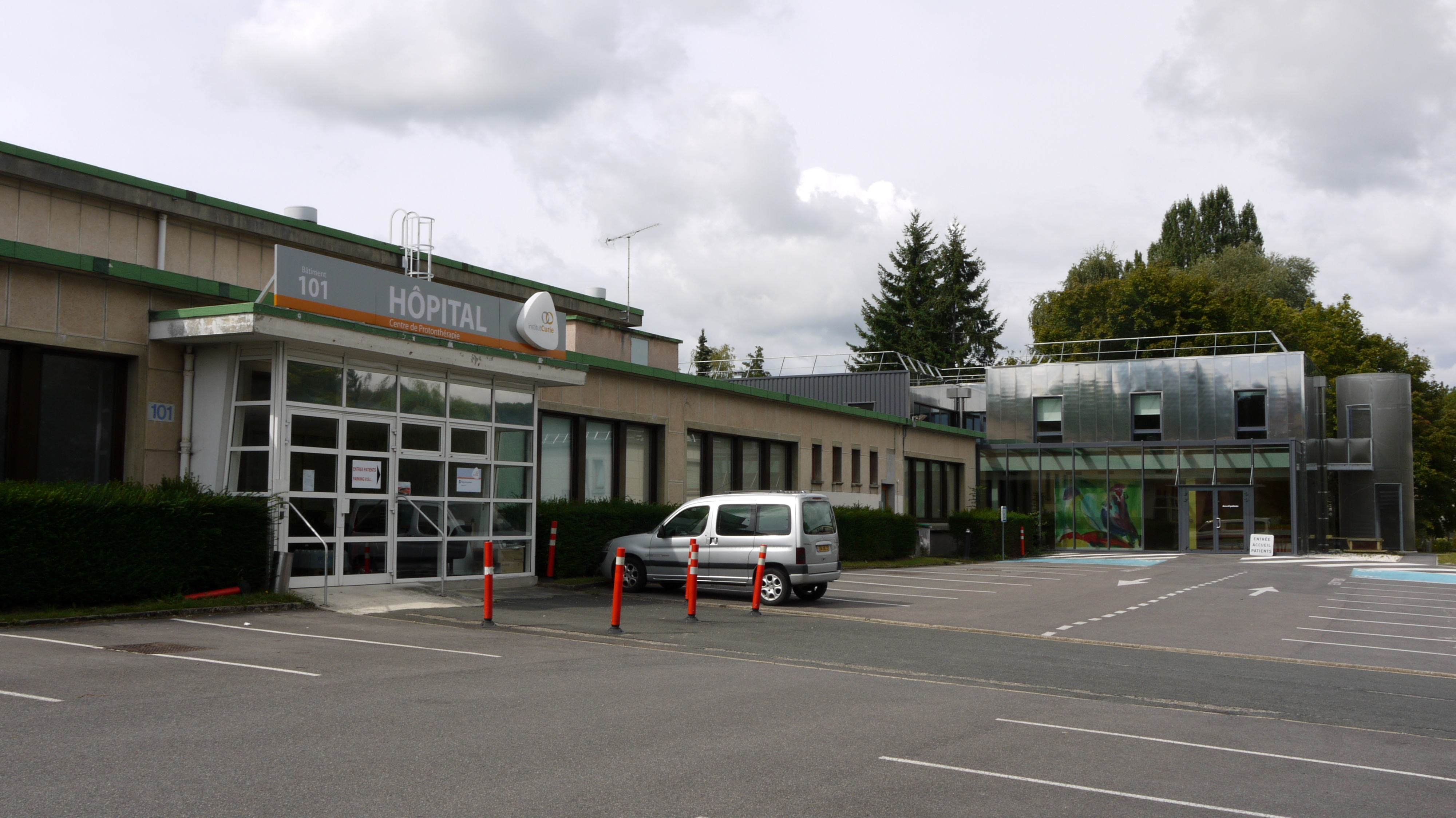
Центр протонной терапии Института Кюри в Париже, 2010 год

Незадолго до начала Первой мировой войны, в 1909 году Парижский университет и Пастеровский институт учредили в Париже Радиевый институт для исследований радиоактивности. Инициатива создания института исходила от Эмиля Ру, возглавлявшего тогда Институт Пастера. Радиевый институт был разделён на два отделения — фундаментальных исследований радиоактивности и исследований применения радиации для лечения заболеваний. Организационные работы были завершены в июле 1914 года, и Мария Кюри была назначена директором отделения фундаментальных исследований радиоактивности. После войны она вернулась в институт, который стал одной из четырёх крупнейших лабораторий мира по исследованию радиоактивности наряду с Кавендишской лабораторией под руководством Эрнеста Резерфорда, Институтом исследования радия во главе со Стефаном Мейером и Институтом химии имени Кайзера Вильгельма во главе с Отто Ганом и Лизой Мейтнер.
Значительно позже, в 1925 году, Мария Кюри посетила Польшу для участия в церемонии закладки фундамента для Варшавского радиевого института, который начал строиться ещё до войны, а открылся в 1932 году. Должность директора заняла Бронислава — сестра Марии, а сама Кюри стала почётным директором. Публичные мероприятия отвлекали Марию от научных трудов и вызывали у неё дискомфорт, но предоставляли ресурсы для её работы.
Аналогичные институты по изучению радиоактивности (радиевые институты) были открыты в Лондоне, Ленинграде, Вене.

### Первая мировая война

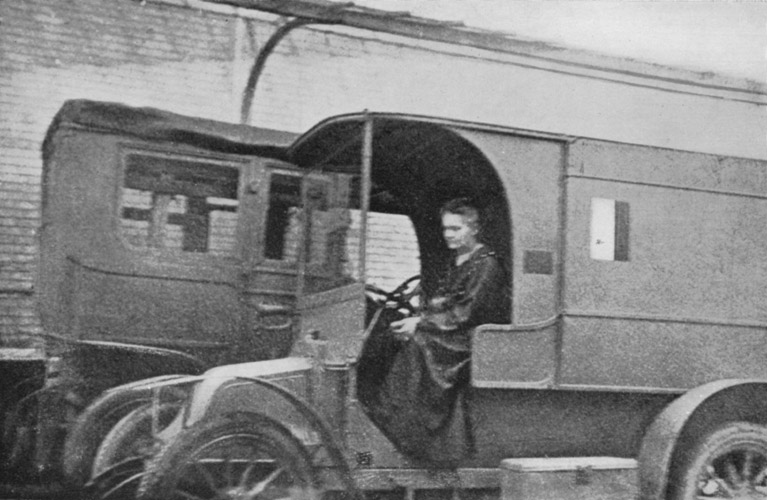
Мария Склодовская-Кюри за рулём мобильной рентгеновской установки

1 августа 1914 года Франция объявила общую мобилизацию, а уже 2 сентября на Париж упали две бомбы. Осознавая приближение немецкой армии к столице, Мария отвезла ценный радий в свинцовом футляре в Бордо, куда переместилось французское правительство, и вернулась в Париж.
Сразу после начала активных боевых действий на фронтах Первой мировой войны Мария Склодовская-Кюри, назначенная директором Службы радиологии Красного Креста, занялась оборудованием и обслуживанием рентгеновских переносных аппаратов для просвечивания раненых, привлекая поддержку правительства, пожертвования производителей и обеспеченных знакомых, и обучая и направляя работу многочисленных волонтёров. Мария Кюри также вложила в военные займы почти все личные средства от обеих Нобелевских премий. Передвижные рентгеновские пункты, приводившиеся в действие присоединённой к автомобильному мотору динамо-машиной, объезжали госпитали, помогая хирургам проводить операции; на фронте эти пункты прозвали «маленькими Кюри». Первые установки были готовы к концу октября, а поездку они совершили 1 ноября 1914 года. Мария обучала военных медиков применению радиологии, например, обнаружению шрапнельных пуль в теле раненого с помощью рентгеновских лучей. За годы войны Мария и Ирен и обученные ими люди сделали более миллиона рентгеновских снимков раненых солдат.
Мария не получила никакого официального признания со стороны французских государственных органов, которые не простили ей того, что она «запятнала» имя своего мужа.
В институте Кюри была организована подготовка ассистентов-рентгенологов, курсы для которых Мария вела с начала 1916 года. В прифронтовой зоне Кюри помогала создавать радиологические установки, снабжать пункты первой помощи переносными рентгеновскими аппаратами. К концу войны работало около 200 стационарных постов и 20 мобильных рентгеновских установок(по другим данным — 18 установок). Накопленный опыт она обобщила в монографии «Радиология и война» в 1920 году.

### Послевоенные годы
В 1920 году французское правительство учредило для Марии Кюри стипендию, предыдущим получателем которой был Луи Пастер. Она продолжала преподавать в Радиевом институте, где руководила работами студентов и активно способствовала применению радиологии в медицине, и написала биографию Пьера Кюри, опубликованную в 1923 году. Периодически Склодовская-Кюри совершала поездки в Польшу, которая в конце войны обрела независимость. Там она консультировала польских исследователей.

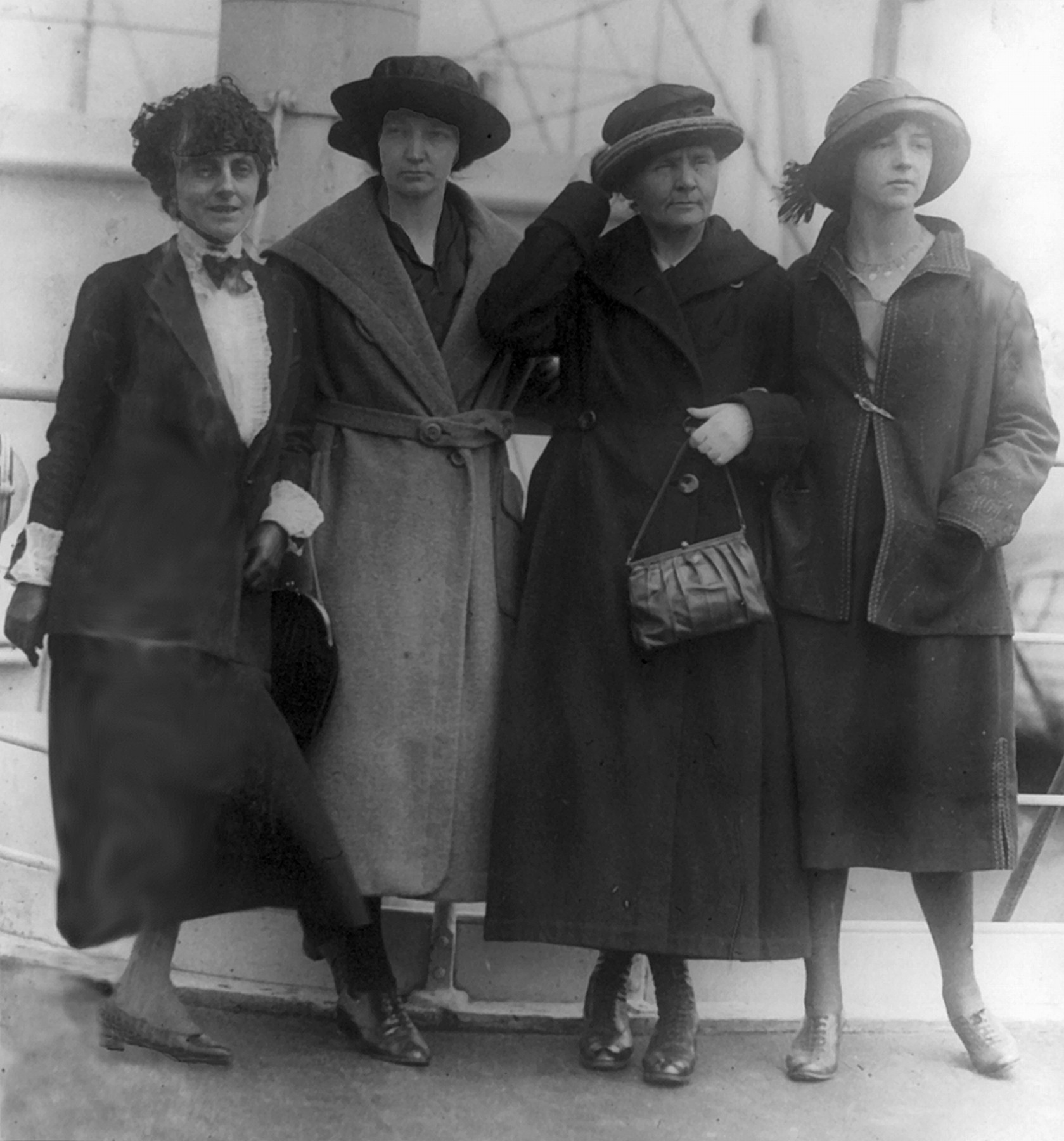
Мария Кюри (вторая справа) вместе с дочерьми (вторая слева — Ирен, крайняя справа — Ева) и Мэри Мэлони (крайняя слева) во время визита в США в 1921 году

Весной 1920 года в парижской лаборатории американская журналистка Мэри Мэлони договорилась с Марией Кюри о её первом визите в США для чтения лекций. Интерес Марии к этой поездке состоял в возможности получения дополнительного радия для своих работ. Стоимость 1 грамма радия в то время составляла 100 000 долларов. Мэлони пообещала Марии собрать нужные средства через созданный ею «Фонд радия имени Марии Кюри» менее, чем за 1 год. В мае 1921 года вместе с дочерьми Склодовская-Кюри посетила США, впервые переплыв Атлантику на пароходе. 20 мая она приняла в дар от президента Гардинга от имени американских женщин 1 грамм радия для продолжения опытов. На церемонии вручался не сам образец радия, а ключ от контейнера и сертификат качества. Образец радия был изготовлен в лаборатории Standard Chemical Company в Питтсбурге, которую Мария посетила в ходе своего визита. Во время поездки ей повредили кисть руки многочисленными крепкими рукопожатиями, поэтому часть наград Ирен принимала без участия матери.
Во время первой поездки в США Мария посетила Нью-Йорк, Вашингтон, Филадельфию, Питтсбург, Чикаго, Буффало, Бостон, побывала в Большом каньоне и у Ниагарского водопада. Она была награждена почётными степенями Колумбийского университета, Университета Пенсильвании, Женского медицинского колледжа, Университета Питтсбурга, Йельского университета, Колледжа Уэллсли, Северо-Западного университета и Колледжа Смит.
Во время своего второго визита в США (1929) она получила пожертвование, на которое приобрела ещё грамм радия для терапевтического использования в одном из варшавских госпиталей. 30 октября 1929 года в Национальной академии наук в Вашингтоне чек на 50 000 долларов ей вручил президент Герберт Гувер. Снижение стоимости 1 грамма радия вдвое за 8 лет было связано с началом его промышленной добычи на месторождениях в Катанге в Бельгийском Конго. До встречи Гувер был смущён тем, что у Марии не было официальных наград Франции. Французское правительство, узнав о том, что награду будет вручать президент США, второй раз предлагало наградить её Орденом Почётного легиона, но Мария отказалась.
В 1922 году, первой из женщин, она была избрана членом Парижской медицинской академии за вклад в развитие медицинской радиологии. В том же году французское правительство назначило Марии годовую премию в размере 40 000 франков. В это же время она путешествовала по другим странам, публиковала и читала лекции в Бельгии, Бразилии, Испании и Чехословакии.
В августе 1922 года по совету Эйнштейна Мария Кюри стала членом недавно созданного Международного комитета по интеллектуальному сотрудничеству при Лиге Наций. Она заседала в Комитете до 1934 года наряду с такими известными исследователями, как Альберт Эйнштейн, Хендрик Лоренц и Анри Бергсон, и способствовала координации научных исследований, унификации научной терминологии и созданию единого формата научных публикаций. В 1930 году она была избрана в Комиссию по изотопам и атомным массам, где работала до своей смерти.

### Последние годы

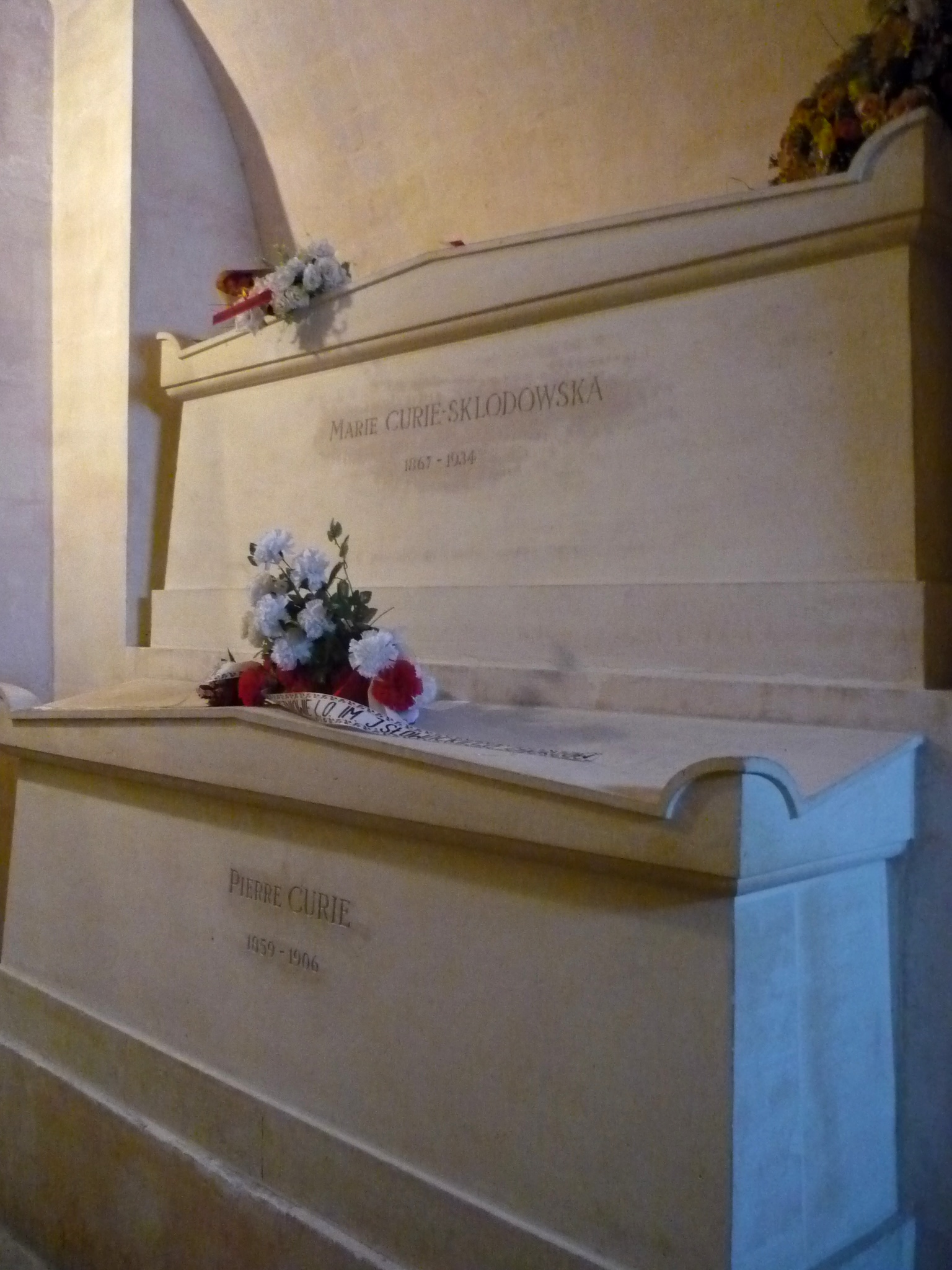
Надгробие на могиле Пьера и Марии Кюри в парижском Пантеоне

Вследствие многолетней работы с радием здоровье Марии Кюри стало заметно ухудшаться. У неё развилась катаракта и опять появились проблемы с почками. Весной 1934 года Мария совершила с сестрой Брониславой автомобильное путешествие, во время которого сильно простудилась. Температура держалась необычно долго, врачи считали, что это грипп, и отправили её на лечение в санаторий в Санселльмозе (Пасси, Верхняя Савойя). По дороге Мария несколько раз теряла сознание. Проведённые анализы показали негативные изменения состава крови, свидетельствовавшие об ухудшении здоровья.
Мария Кюри умерла 4 июля 1934 года близ Санселльмоза. 6 июля 1934 года она была похоронена на кладбище в Со в могиле своего мужа Пьера Кюри. Она чуть больше года не дожила до присуждения Нобелевской премии её дочери Ирен и зятю Фредерику Жолио за открытие искусственной радиоактивности.
В 1934 году Эйнштейн писал в некрологе, опубликованном в New York Times:

К моему великому счастью, в течение двадцати лет мы были связаны с мадам Кюри возвышенной и безоблачной дружбой. Моё восхищение её человеческим величием постоянно росло. Сила её характера, чистота помыслов, требовательность к себе, объективность, неподкупность суждений — все эти качества редко совмещаются в одном человеке. Она в любой момент чувствовала, что служит обществу, и её большая скромность не оставляла места для самолюбования. Её постоянно угнетало чувство жестокости и несправедливости общества. Именно это придавало ей вид внешней строгости, так легко неправильно понимаемой теми, кто не был к ней близок, — странной строгости, не смягчённой каким-либо искусственным усилием. Наиболее выдающийся подвиг всей её жизни — доказательство существования радиоактивных элементов и их получение — обязан своим осуществлением не только смелой интуиции, но и преданности делу, упорству в выполнении работы при самых невероятных трудностях, что не часто встречается в истории экспериментальной науки.— А. Эйнштейн, 
20 апреля 1995 года по решению президента Франции Франсуа Миттерана прах Пьера и Марии Кюри был перенесён в парижский Пантеон в ходе торжественной церемонии в присутствии президента Польши Леха Валенсы. Мария Кюри стала второй женщиной (после Софи Бертло), похороненной в Пантеоне. Чтобы защитить посетителей от радиоактивного излучения, захоронения супругов были покрыты дополнительным слоем свинца. Хотя Мария была агностиком, впоследствии во Франции сложился культ Марии Кюри — француженки оставляют в нише у её надгробия многочисленные записки с молитвами и просьбами.

## Научная деятельность

### Открытие радиоактивности
В конце 1897 года Мария Кюри завершила исследование по магнетизму и начала подыскивать тему для диссертации. В это время супруги Кюри познакомились с физиком Анри Беккерелем, который открыл, что урановые соединения испускают глубоко проникающее излучение. По мнению Беккереля, оно было внутренним свойством урана в отличие от рентгеновского излучения, порождаемого внешним воздействием. Мария заинтересовалась темой и начала работу над докторской диссертацией, посвящённой этому явлению.

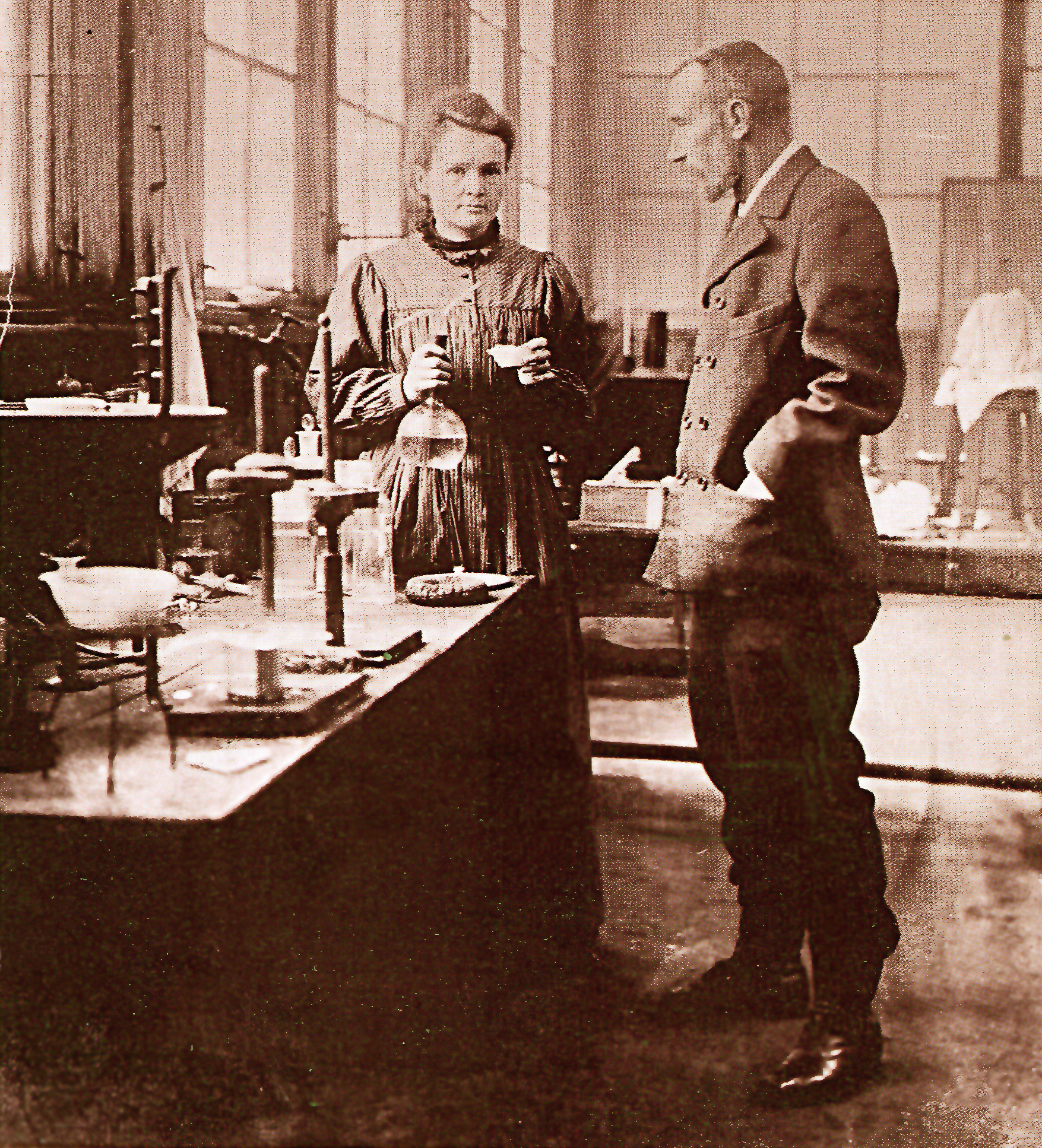
Мария и Пьер Кюри в своей лаборатории. Снимок 1900 года.

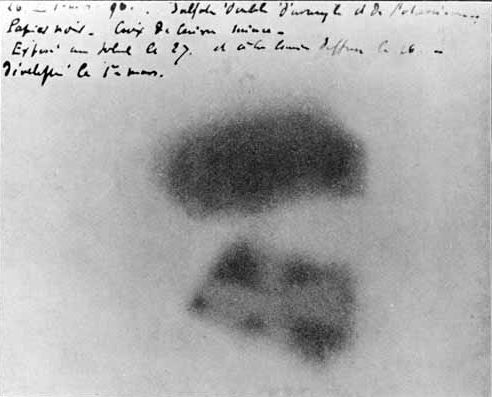
Изображение фотопластинки, засвеченной излучением солей урана (видна тень металлического мальтийского креста, помещённого между пластинкой и солью)

К концу XIX века исследователи, работавшие с солями урана, знали, что помещаемые вблизи них фотографические пластинки по неизвестной причине оказывались засвеченными. Анри Беккерель задался целью изучить это явление, полагая его разновидностью фосфоресценции, с которой был хорошо знаком по работам своего отца. Чтобы подтвердить это предположение, Беккерель использовал солнце в качестве естественного источника света для возбуждения фосфоресценции и фотопластинки для её регистрации. В конце февраля 1896 года он приготовил соли урана на подложке в виде серебряной эмульсии, покрытой чёрной бумагой, чтобы избежать засвечивания пластинок солнечным светом. Но 26 и 27 февраля в Париже было пасмурно, и Беккерель оставил пластинку с солями в ящике. Несмотря на то, что в следующие дни также не было солнца, 1 марта он решил проявить пластинку, несколько дней пролежавшую без воздействия солнечного света. Оказалось, что, вопреки ожиданиям, изображение на фотопластинке было чётким. Учёный повторил эксперимент и убедился, что излучение не зависит от внешнего облучения, и обнаружил, что соль уранилсульфат калия продолжает излучать, даже пролежав несколько дней в темноте, что казалось противоречащим первому закону термодинамики. 23 марта 1896 года Беккерель продемонстрировал результаты опытов на заседании Парижской академии наук, предположив, что обнаружил разновидность фосфоресценции, но не обычной, а «невидимой и долгосрочной».
Затем Беккерель выяснил, что данным свойством обладают все имевшиеся у исследователей соединения урана, причём интенсивность излучения не зависит от температуры. К тому же оказалось, что излучение, названное им 23 ноября на заседании Парижской академии наук «урановыми лучами», подобно рентгеновскому приводит к ионизации воздуха. В том же году Беккерель убедился, что открытое им излучение не является фосфоресценцией, однако долго не хотел принимать этот факт. В 1897 году он сделал лишь один доклад, в котором резюмировал результаты своей работы, в частности объявил о разряжении электроскопа урановыми лучами. После этого Беккерель вернулся к изучению фосфоресценции, оставив теорию «урановых лучей» в зачаточном состоянии. Исследования Беккереля стали фундаментом для работ супругов Кюри.
Мария Кюри побудила Пьера провести сравнение соединений урана, полученных из разных месторождений, по интенсивности их излучения: соли урана (например, руда урановая смолка, или настуран) в то время использовались для получения цветного стекла. Шарль Гариель, новый директор Школы промышленной физики и химии, позволил Марии работать в здании школы. Для экспериментов использовался застеклённый деревянный сарай, который ранее служил складом и машинным отделением. Позже, во вступлении к своей диссертации, Мария поблагодарила руководителей школы за предоставленную ей возможность проводить исследования. С 1898 по 1902 годы супруги Кюри переработали восемь тонн настурана.
Для количественного определения эффекта ионизации Мария с помощью Пьера придумала и сконструировала прибор, состоящий из пьезоэлектрических весов, разработанных Пьером и его братом Жаком, квадрантного электрометра и ионизационной камеры, подсоединённой к батарее. Радиоактивное вещество помещалось в ионизационную камеру, где испускаемые им лучи ионизировали воздух. Ионы, перемещаясь к полюсам батареи, генерировали ток, что приводило к отклонению стрелки электрометра. Затем заряд электрометра компенсировался равным по величине зарядом, который давал кварцевый пьезоэлемент при деформации под весом гирек на весах.

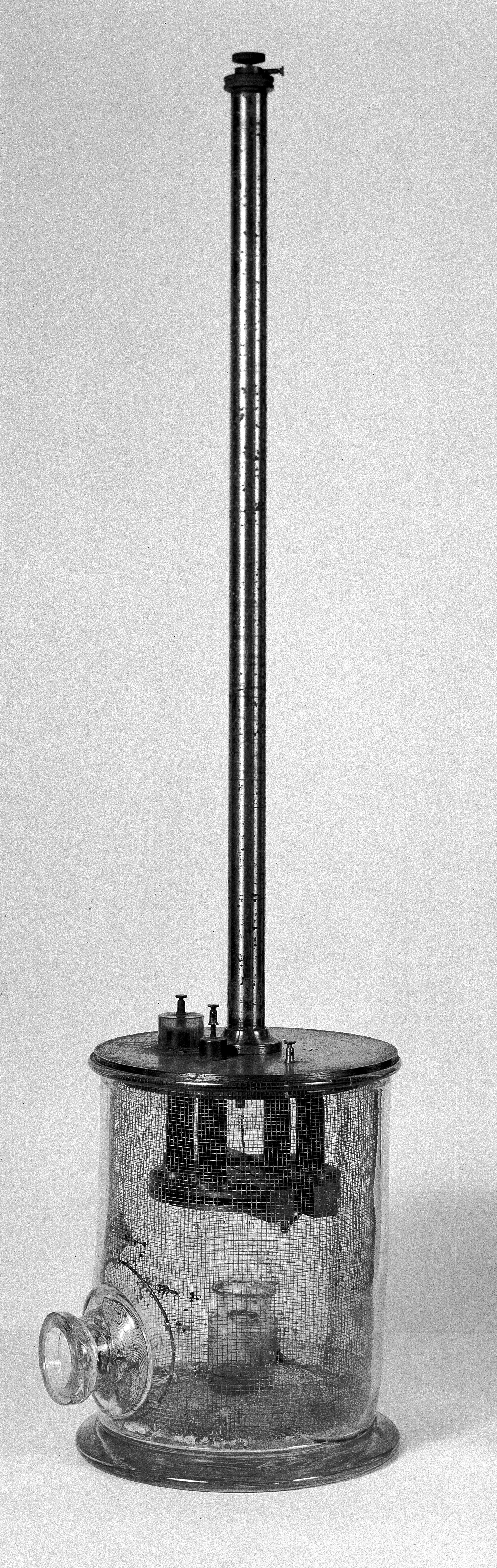
Квадрантный электрометр, использовавшийся для количественного измерения радиоактивности

Оказалось, что природный хальколит (минерал, состоящий из фосфата меди и урана) в 2 раза более активен, чем уран, а искусственно приготовленная смесь этих солей в два раза менее активна по сравнению с ураном. Это свидетельствовало о наличии в составе природного хальколита очень активного компонента, который отличался от урана и тория и который был выделен. Супруги Кюри попытались установить влияние химического состава исследуемого вещества на интенсивность излучения. Их метод заключался в определении активности исследуемого препарата, химического разделения и определения активностей полученных продуктов, чтобы установить, куда перешло радиоактивное вещество. Этот эксперимент 1898 года дал основание предположить, что в образцах помимо урана присутствует ещё одно радиоактивное вещество. Изучая выделенные различными химическими методами (растворение в кислотах, осаждение, возгонка) фракции урановой руды, Кюри выявили такую, которая имела в 400 раз более сильную радиоактивность, чем чистый уран. Это привело супругов к мысли о наличии в урановой смолке неизвестного элемента, дающего интенсивное излучение. В апреле 1898 года предварительные результаты опытов от имени Марии представил на заседании Парижской академии наук Габриэль Липпман.
Мария Кюри начала измерять активность всех известных тогда чистых элементов, а также сплавов, которые были в лаборатории Школы промышленной физики и химии. Одним из первых элементов стал фосфор, затем был чистый уран, предоставленный Анри Муассаном, редкие и редкоземельные металлы, предоставленные Эженом Демарсе, наконец, все минералы Музея естественной истории Франции, которые предоставил геолог Альфред Лакруа, отвечавший за коллекцию. Величины полученных ионизационных токов были следующими:
| Минерал               | Сила ионизационного тока, регистрируемая электрометром, 10−11 A |
| --------------------- | --------------------------------------------------------------- |
| Смоляные руды         | 1,6—8,3                                                         |
| Клевеит               | 1,4                                                             |
| Хальколит (торбернит) | 5,2                                                             |
| Аутенит               | 2,7                                                             |
| Торит                 | 1,4                                                             |
| Орангит               | 2,0                                                             |
| Монацит               | 0,5                                                             |
| Ксенотим              | 0,03                                                            |
| Эсхинит               | 0,7                                                             |
| Фергюсонит            | 0,4                                                             |
| Самарскит             | 1,1                                                             |
| Ниобит                | 0,3                                                             |
| Карнотит              | 6,2                                                             |

В результате исследования удалось открыть радиоактивность ряда веществ, в том числе тория. Также Мария Кюри заметила, что лучи были свойством, присущим определённому элементу независимо от температуры, чистоты его состава и внешнего облучения. Доклад об этих открытиях на заседании Французской академии наук 18 июля 1898 года от имени супругов сделал Беккерель, так как Кюри не были членами академии. Поскольку в выделенном веществе содержалось большое количество висмута, свойства которого были очень схожими со свойствами нового элемента, Мария с Пьером предположили, что новый элемент находится в той же группе периодической таблицы. Однако висмут не был радиоактивным, поэтому супруги Кюри предположили существование нового элемента, который они предложили назвать полонием в честь Польши (пол. Polōnia), родины Марии Склодовской.
В ноябре 1898 года супруги Кюри вернулись к опытам с настураном и обнаружили некое радиоактивное вещество, которое по своим химическим свойствам полностью отличалось от полония, но тоже было более активным, чем уран. Кюри предположили существование ещё одного нового элемента, который также содержится в руде в очень маленьких количествах и по своим химическим свойствам больше похож на барий. Для выделения нового элемента супруги вновь воспользовались процедурой, состоявшей в растворении твёрдых образцов с помощью кислот и осаждении образующихся солей. Кюри получили смесь хлоридов бария и нового элемента, который был в 2—3 миллиона раз активнее урана. Для более точного подтверждения исследователи послали несколько образцов Демарсе, который зарегистрировал спектры их излучения и заметил новые спектральные линии в ультрафиолетовой области, которые было невозможно приписать ни одному из известных элементов. Поскольку интенсивность этих линий увеличивалась с увеличением радиоактивности вещества, он приписал их новому элементу. Мария и Пьер Кюри вместе с Гюставом Бемоном 19 декабря 1898 года отправили в Парижскую академию наук новое сообщение, в котором назвали новый элемент «радием». 26 декабря 1898 года доклад об этом открытии от имени супругов Кюри и Бемона вновь сделал Беккерель. 30 января 1899 года в «Revue generale» Мария Кюри опубликовала статью «Лучи Беккереля и полоний», в которой ввела термины «радиоактивность» и «радиоактивный элемент».
Поскольку концентрация радия в смолке была в 4000 раз ниже концентрации полония, для выделения первого требовалось перерабатывать огромные количества руды. При личном содействии президента Венской академии наук Эдуарда Зюсса и правительства Австро-Венгрии Мария бесплатно получила тонну шлака из Йоахимсталя. Супруги Кюри оплатили только транспортировку отходов, загрязнённых мусором и хвоей вследствие хранения на открытом воздухе. Мария Кюри обрабатывала руду порциями по 20 килограмм, которые нагревались в огромных котлах, перемещаемых вручную с помощью громоздких приспособлений. С каждой тонны отходов настурана Мария получила от 10 до 20 кг щёлочноземельных сульфатов, которые содержали немного сульфата радия. Затем получали хлорид бария, содержащий небольшое количество хлорида радия, который отделяли методом фракционной кристаллизации. Кюри перерабатывали тонны руды в плохо оборудованном невентилируемом сарае с протекающей крышей, который сложно было прогреть в зимний период. В сентябре 1902 года им удалось выделить 0,1 грамма хлорида радия и определить его атомную массу. На эту работу супруги потратили 4 года. Позже Мария писала, что при наличии соответствующих средств и оборудования они справились бы за год.

Это было нечто среднее между конюшней и подвалом для картофеля, и если бы я не увидел рабочих столов с химическими приборами, то подумал бы, что надо мной просто пошутили.— Вильгельм Оствальд о лаборатории супругов Кюри, 
Перед супругами Кюри встал вопрос о патентовании своего открытия, но они решили передать его безвозмездно на пользу человечества.

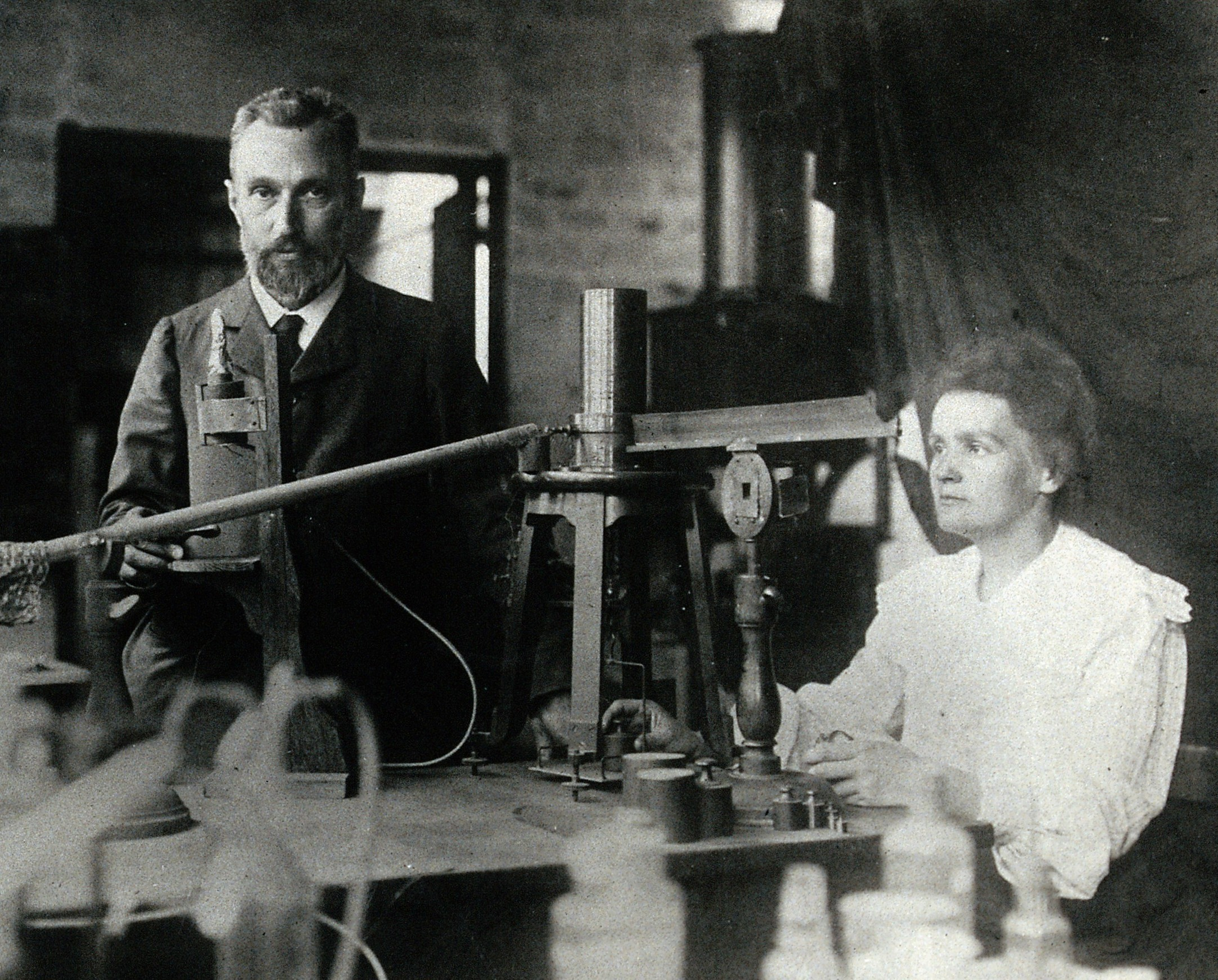
Мария и Пьер Кюри в своей лаборатории. Около 1904 года.

Не только чета Кюри работала над изучением явления радиоактивности. Так, в январе 1902 года Эрнест Резерфорд писал:

Наилучшие бегуны на стартовой дорожке исследований — Беккерель и супруги Кюри в Париже, которые за последние несколько лет успели проделать большую работу и добиться очень важных результатов в изучении радиоактивных веществ.— Э. Резерфорд, 
В следующем году Резерфорд и Фредерик Содди выдвинули теорию, согласно которой радиоактивное излучение является результатом превращения одних химических элементов в другие. В своей работе супруги Кюри резюмировали, что на тот момент ими была исследована лишь практическая сторона явления, но предложить теорию радиоактивности они не могли. На публичной защите диссертации и в первом варианте работы Мария не сосредотачивалась ни на одной из известных теорий объяснения радиоактивности, но в переиздании 1904 года добавила теорию Резерфорда и Содди о радиоактивных превращениях. В 1906 году Мария Кюри окончательно приняла эту теорию и ввела в научный оборот термины «распад» и «трансмутация».
В 1910 году Марии Кюри удалось в сотрудничестве с Андре Дебьерном выделить чистый металлический радий путём электролиза раствора хлорида радия и последующей перегонки образовавшейся на ртутном катоде амальгамы. Таким образом, завершился 12-летний цикл исследований, в результате которого было неоспоримо доказано, что радий является самостоятельным химическим элементом. В сентябре того же года в Брюсселе под председательством Резерфорда прошёл Международный конгресс по радиоактивности и электричеству, одним из вопросов которого стало определение эталона радия. Мария Кюри изготовила этот эталон в августе 1911 года. С 25 по 28 марта 1912 года в Париже международная комиссия произвела сравнение её эталона и образца, полученного из Венского радиевого института, и установила правила их использования.
Открытие радия и полония положило начало череде открытий новых радиоактивных элементов и созданию науки, изучающей радиоактивность.

### Открытие воздействия радиации на живые ткани
В 1900 году немецкий дантист Отто Валькхоф заметил, что если прикладывать пропитанную раствором радия ткань к коже два раза на 20 минут, то появляется воспаление, длящееся две недели. Немецкий химик Фридрих Оскар Гизель заметил свет, который виден на сетчатке, если приставить закрытый глаз к закрытой коробке, содержащей соли радия. Также он держал 270 мг соли радия в руке в течение двух часов, после чего у него появились ожоги, которые заживали две недели.
Беккерель и супруги Кюри также получали ожоги и отмечали воздействие радиоактивных материалов на живые ткани. Беккерель заметил влияние радиации, получив ожог от пробирки с радием. Пьер Кюри намеренно облучал руку, чтобы зафиксировать происходящие изменения. На руках шелушилась и отслаивалась кожа, ощущались боли, мешавшие свободно писать. Мария страдала анемией и потеряла вес во время исследований, Пьер почувствовал боли в ногах и спине, которые врачи классифицировали как ревматизм, а затем как неврастению. Был сделан вывод о зависимости степени поражения от активности излучения и времени воздействия на ткань.
После войны Мария страдала от катаракты, которая могла быть ранним симптомом лучевой болезни. Она сделала операцию, но сохранила это в тайне от окружающих.
Опыты по воздействию радиации на живые ткани, проводившиеся медиками в 1900—1906 годах, положили начало радиотерапии, которую во Франции называли кюритерапией, по фамилии первооткрывателей. Облучением радием начали лечить волчанку и стригущий лишай, начались исследования по лечению рака. Супруги Кюри долгое время не задумывались над возможным негативным действием радиации. Пьер обнаружил смертоносное воздействие только после опытов над мышами, которым вживляли капсулы с солями радия. Когда в конце 1960-х годов родственники решили передать весь архив супругов Кюри — статьи, книги, дневники, письма — в Национальную библиотеку Франции, было установлено, что архив учёных всё ещё обладает опасной для человека радиоактивностью. В связи с этим каждый документ поместили в специальный кофр, а наиболее радиоактивные отвезли в университет в Орсе, чтобы провести их санацию.
Открытие радиотерапии привело к тому, что радий быстро стал рыночным продуктом, производимым в промышленных масштабах, а цена одного грамма в 1904 году возросла до 750 000 франков.

## Награды и звания
Помимо двух Нобелевских премий Мария Склодовская-Кюри была удостоена:
- медали Бертло Французской академии наук (1902)
- медали Дэви Лондонского королевского общества (1903)
- медали Маттеуччи, Национальная академия наук Италии (1904)
- медали Эллиота Крессона Франклиновского института (1909)
- медали Альберта Королевского общества искусств (1910)
- премии Уилларда Гиббса (1921)
- медали Джона Скотта (1921).

Она была членом 106 научных обществ всего мира, в том числе Французской медицинской академии, получила 20 почётных степеней. С 1911 года и до смерти Склодовская-Кюри принимала участие в престижных Сольвеевских конгрессах по физике, в течение 12 лет была сотрудницей Международной комиссии по интеллектуальному сотрудничеству Лиги Наций. В 1907 году она была избрана членом-корреспондентом Петербургской академии наук, с 1926 года — почётным членом Академии наук СССР.

М. Склодовская-Кюри — участница Сольвеевских конгрессов
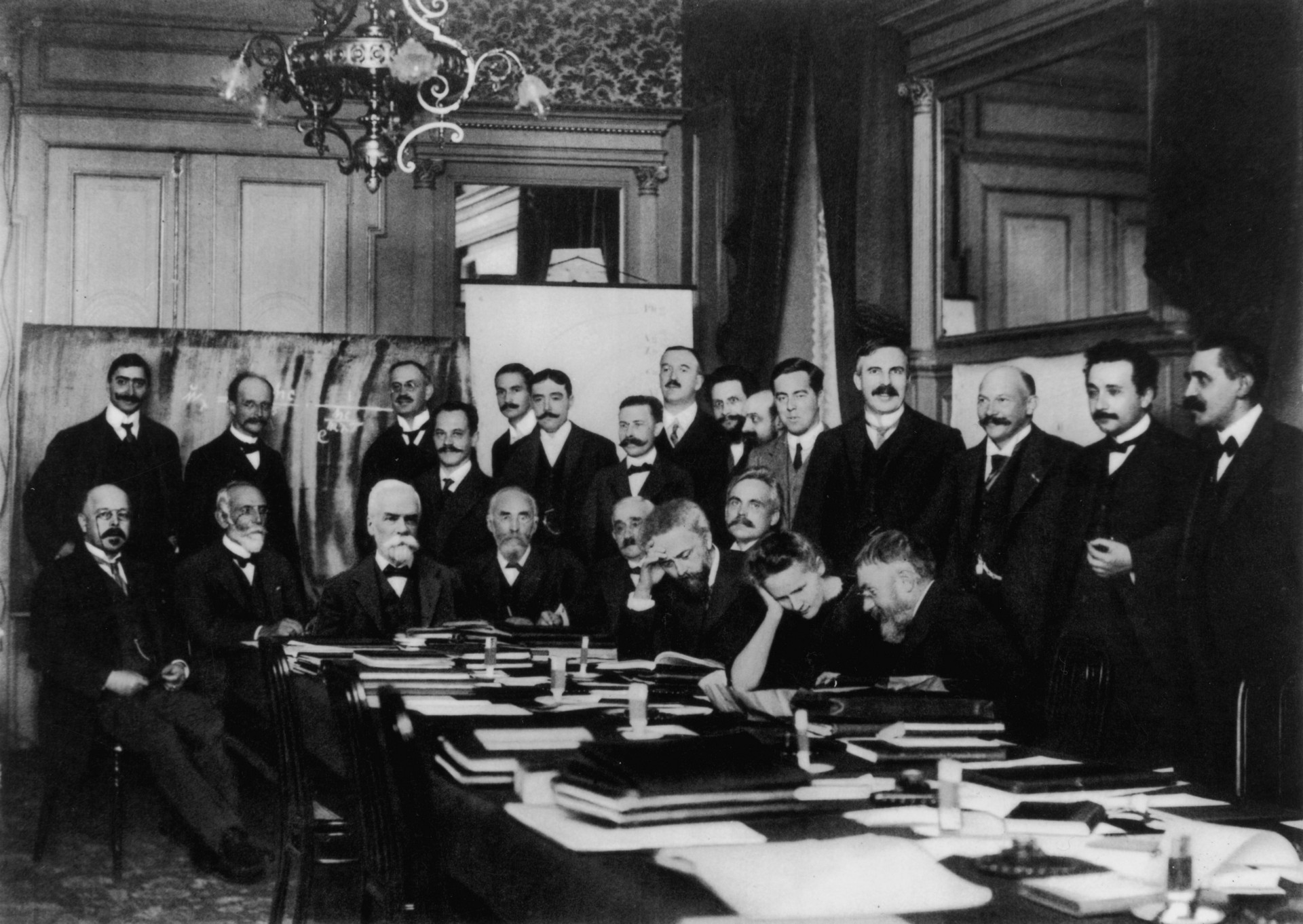
1911 г., в нижнем ряду вторая справа
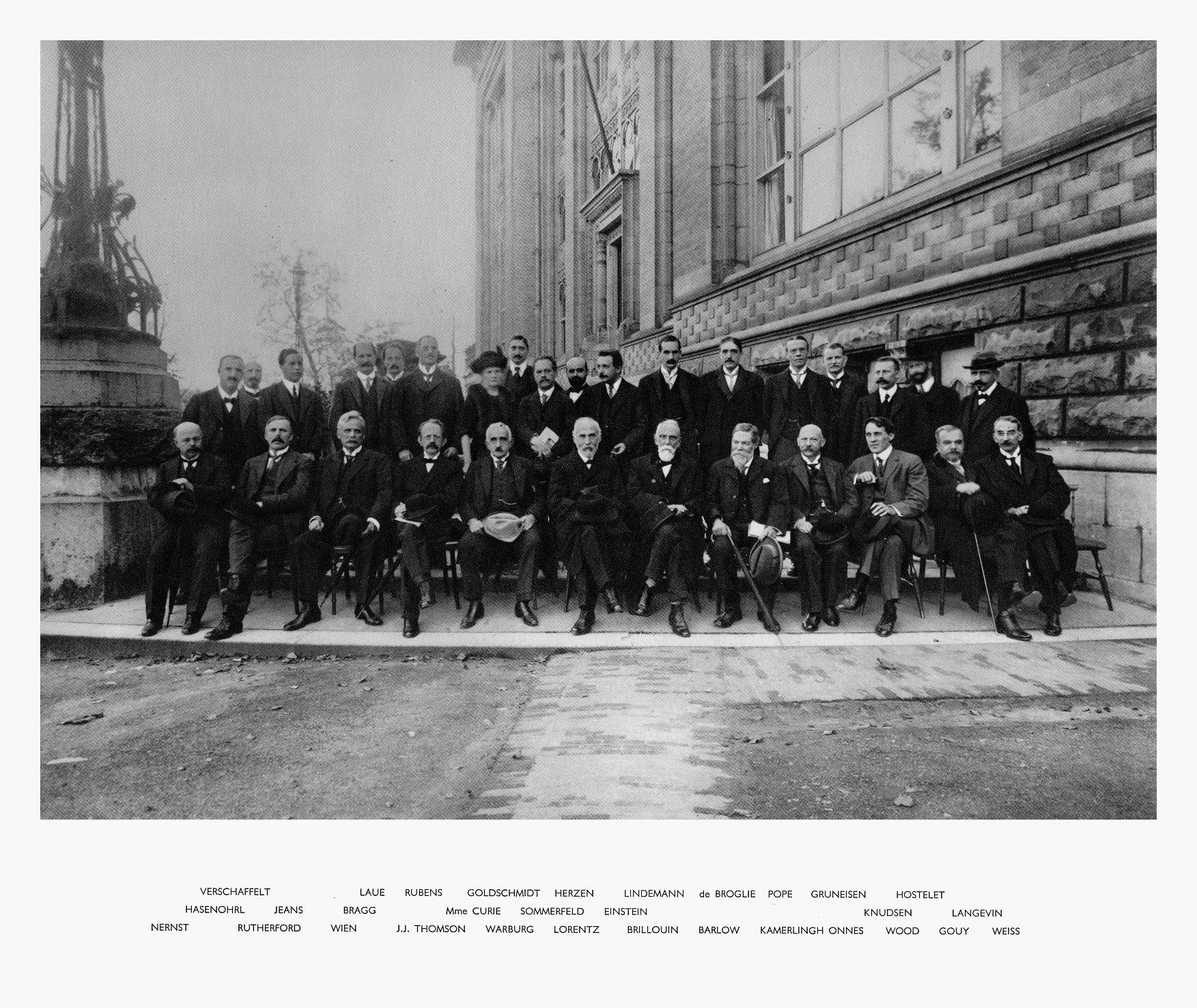
1913 г., в верхнем ряду седьмая слева
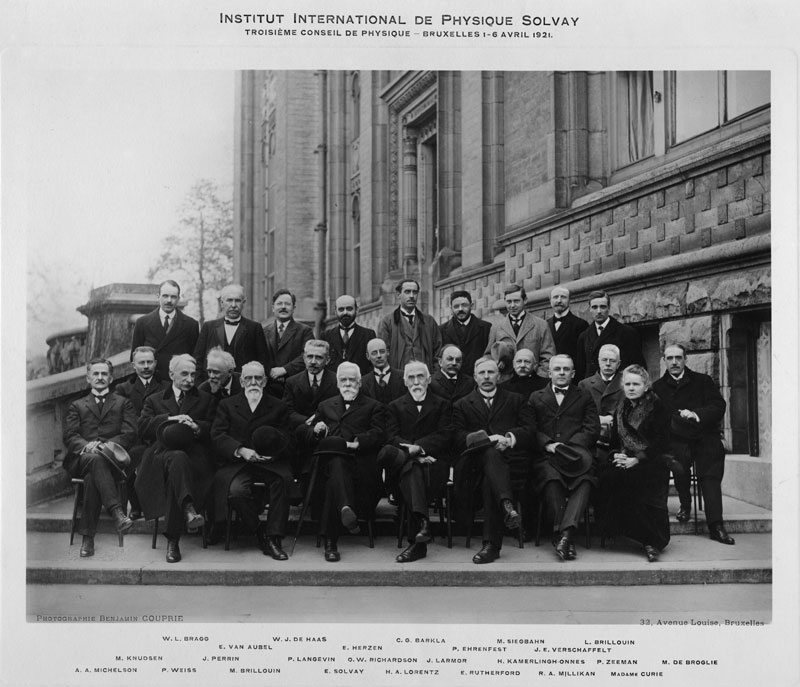
1921 г., в нижнем ряду вторая справа
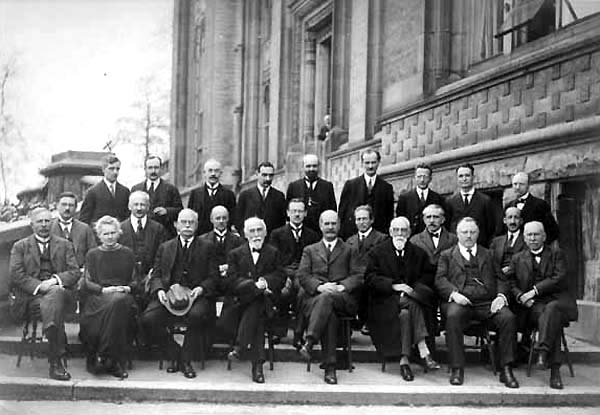
1924 г., в нижнем ряду вторая слева

### Другое

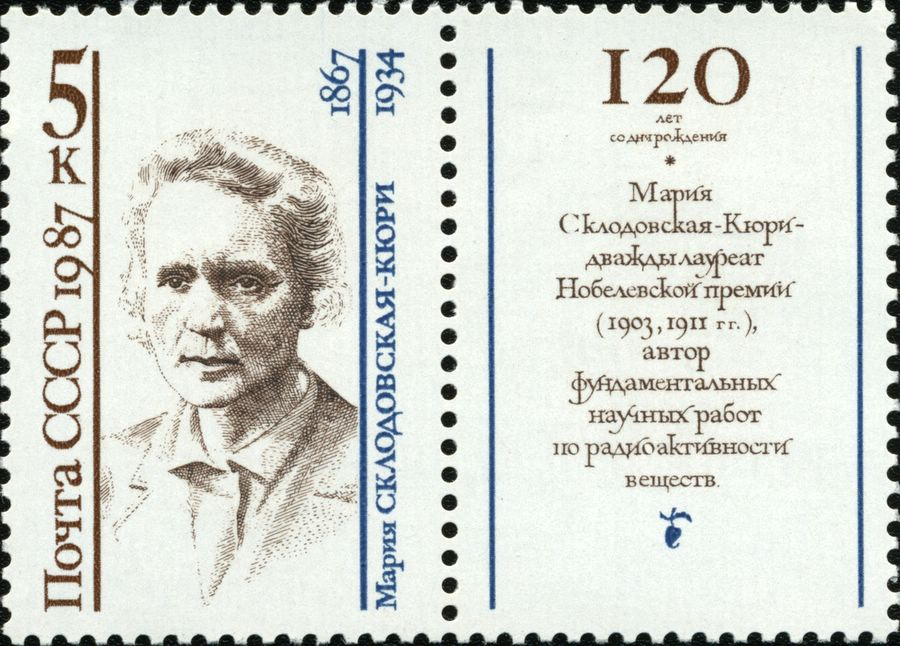
На почтовой марке СССР, 1987 год
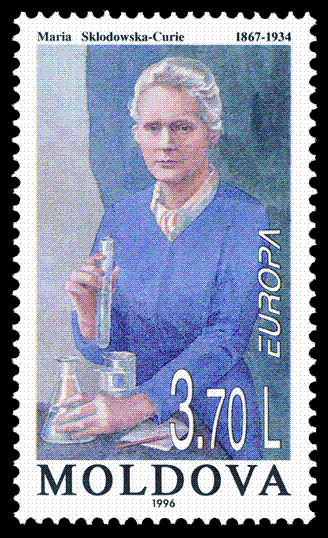
На почтовой марке Молдовы, 1996 год
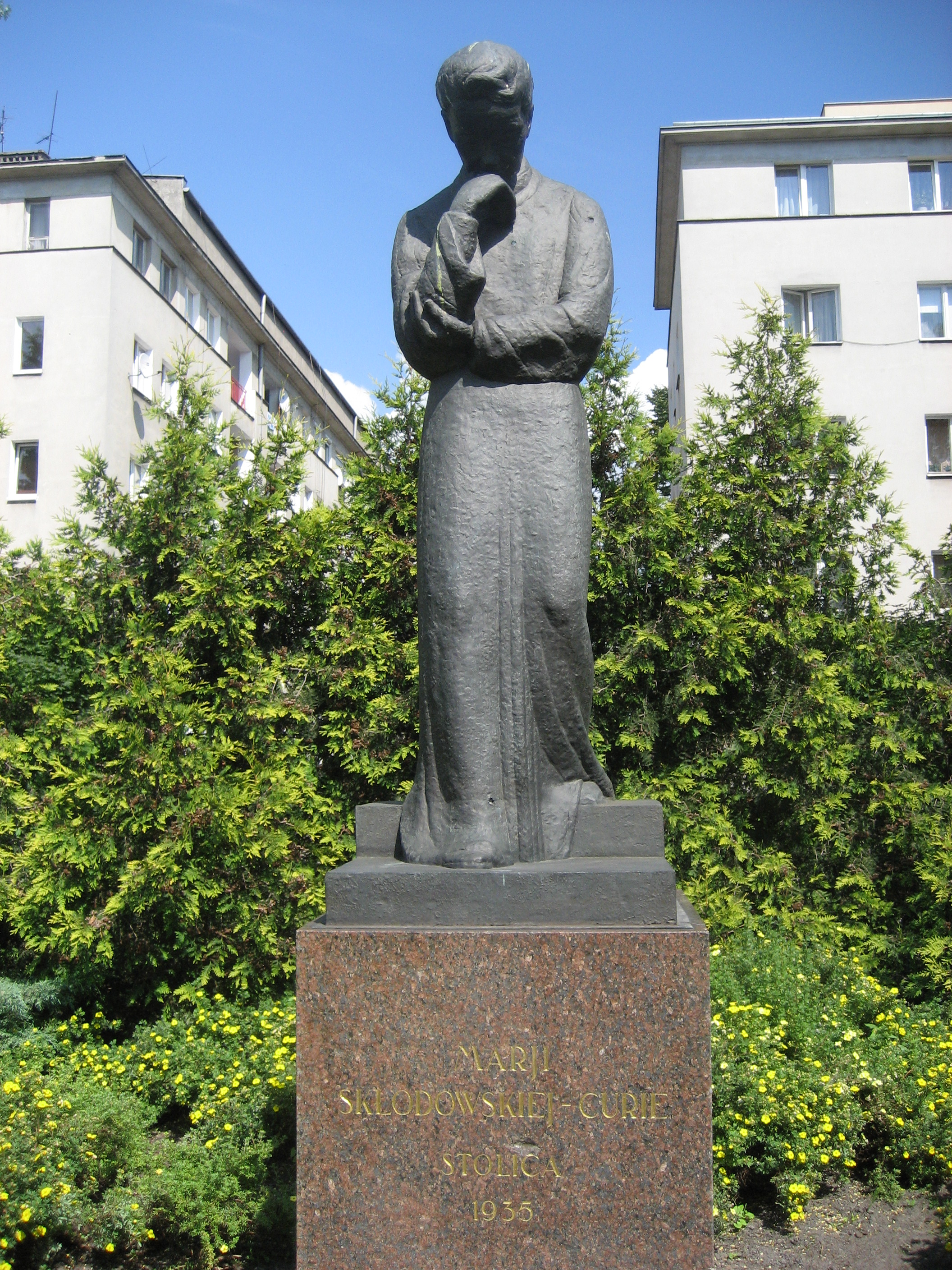
Памятник в Варшаве
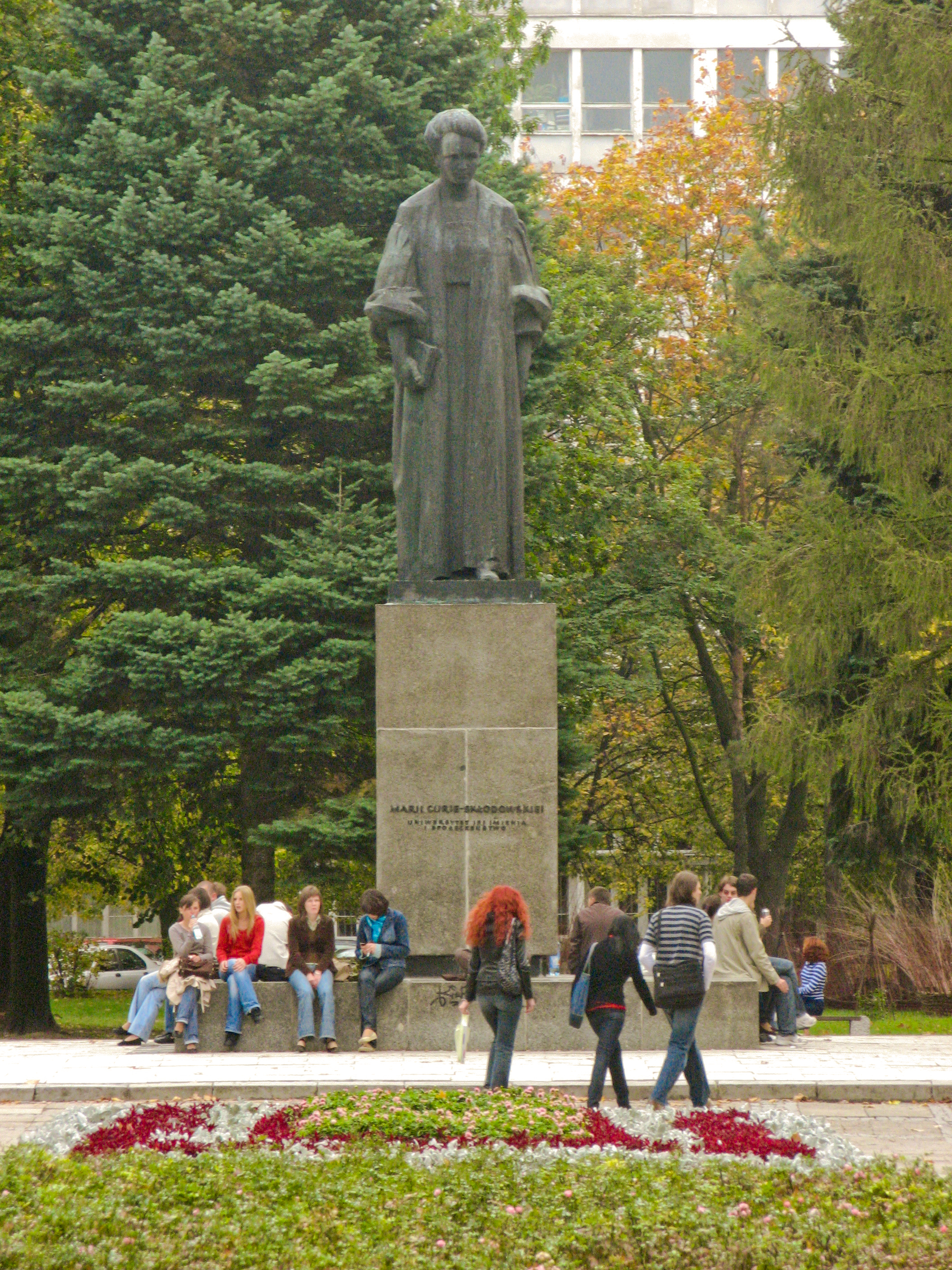
Памятник около университета Кюри в Люблине, Польша